# 相模原市立くぬぎ台小学校
相模原市立くぬぎ台小学校（さがみはらしりつ くぬぎだい しょうがっこう）は、神奈川県相模原市南区上鶴間5丁目に存在する公立の小学校である。

## 教育目標
- 元気な子 考える子 しんせつな子 がんばる子

## 沿革
- 1976年（昭和51年）4月1日 - 開校。
- 1977年（昭和52年）
  - 2月12日 - 校歌・校章制定発表会開催。
  - 7月19日 - PTA設立総会開催。
- 1978年（昭和53年）4月1日 - 情緒障害児級開級。
- 1984年（昭和59年）
  - 4月10日 - 文部省（現:文部科学省）体力つくり研究指定。
  - 10月11日 - 神奈川県最もよい歯の学校受賞。
- 1985年（昭和60年）10月26日 - 創立10周年記念式典。記念事業として、「すこやか像」建立。
- 1987年（昭和62年）5月 - 正門前に、くるめつつじ1000本植樹。
- 1989年（平成元年）
  - 1月19日 - 市委託、心身障害児教育推進校研究発表。
  - 3月31日 - 造形砂場設置。
  - 5月1日 - 正門左右に、さつき600本植樹。
  - 10月30日 - パソコン教室・ランチルーム完成。
- 1993年（平成5年）
  - 3月25日 - 生活科用観察池と飼育小屋設置。
  - 11月18日 - 相模原市立小中学校視聴覚教育研究発表会委嘱校研究発表会開催（生活科・理科）。
- 1995年（平成7年）11月11日 - 創立20周年記念式典挙行。
- 1997年（平成9年）3月 - A棟に正門から見える大時計設置。
- 1998年（平成10年）2月25日 - 防災備蓄倉庫をB棟元昇降口に設置。
- 1999年（平成11年）1月26日 - 相模原市教育委員会委託教育実践研究校研究発表会開催（図画工作科）。
- 2000年（平成12年）9月 - 校長室・職員室・事務室への空調設備工事完了。
- 2001年（平成13年）8月 - A棟校舎耐震工事完了。
- 2002年（平成14年）1月 - 監視カメラ設置。
- 2003年（平成15年）10月20日 - B棟校舎耐震工事完了。
- 2004年（平成16年）1月5日 - くぬぎ台児童クラブ開設。
- 2005年（平成17年）11月19日 - 創立30周年記念式典挙行。
- 2006年（平成18年）8月 - A棟校舎大規模改修工事完了。
- 2007年（平成19年）8月 - B棟校舎大規模改修工事完了。
- 2008年（平成20年）11月 - 中庭に芝を植え付け。
- 2010年（平成22年）3月 - 太陽光発電システムと地デジ対応テレビを設置。
- 2014年（平成26年）2月 - 体育館改修工事完了。
- 2015年（平成27年）10月30日 - 創立40周年記念式典挙行。
- 2016年（平成28年）8月 - 防球ネット工事完了。

## 児童数・学級数
- 本校の児童数は全学年合計で393人。学級数は全学年合計で15学級となっている（2024年（令和6年）5月1日現在）[1]。

## 通学区域
- 相模原市南区[2]
  - 上鶴間1丁目（44番12号～44番18号・46番）
  - 上鶴間5丁目（6番～8番）
  - 上鶴間6丁目（2番～4番・5番5号～11番・16番～31番）
  - 上鶴間7丁目（1番～9番）
  - 東林間4丁目（1番～37番・42番）
  - 東林間5丁目（全域）
  - 東林間6丁目（1番～20番4号・20番15号～20番22号・21番30号～21番37号・23番14号～23番31号・24番～26番3号・26番20号～26番29号・27番）

## 進学中学校
- 相模原市南区[3]
  - 相模原市立上鶴間中学校

## 交通アクセス
- 小田急電鉄江ノ島線東林間駅（東口）から、徒歩約335m・約5分。
- 神奈川中央交通「大13」系統・中和田循環線で、「深堀」バス停下車後すぐ目の前。
  - 小田急電鉄小田原線・江ノ島線相模大野駅（南口）から、上述の神奈中バスで、「深堀」バス停まで4分。「深堀」バス停から、相模大野駅（南口）まで6分。
  - なお、神奈中バス「大13」系統は「くぬぎ台小学校入口」停留所にも停車するが、「深堀」停留所で下車するより、若干距離が延びる。

## 著名な出身者
- 高塩将樹（野球選手）